# 埃塞尔·沃特斯
埃塞尔·沃特斯（Ethel Waters；1896年10月31日—1977年9月1日）是一位美国歌手、演员，在百老汇表演爵士乐和流行音乐，经典曲目包括《祂既看顧麻雀》等。她是第一位主持电视节目、主演电视剧的非裔美国人，也曾是收入最高的黑人唱片艺术家。

## 早年
沃特斯于1896年（一些来源错记为1900年）10月31日出生于宾夕法尼亚州切斯特。她的母亲路易斯·安德森（Louise Anderson；1881-1962）因被钢琴家约翰·韦斯利（John Wesley，或Wesley John；1878-1901）强奸怀孕生下她，两人都是黑人。
其母并没有尽到抚养的义务，女儿出生后不久就与铁路工人诺曼·霍华德结婚，并育有一女。埃塞尔小时候也姓霍华德，由祖母莎莉·安德森以及几个穷亲戚抚养长大，从未在一个家庭里待过15个月。她后来回忆说：“我从未被家人拥抱、喜欢或理解。”
沃特斯于1910年结婚，当时才13岁。她的丈夫虐待她，因此很快就选择离婚。之后，她成为费城一家酒店的女佣，每周收入4.75美元。17岁生日那天，她参加了在杜松街（Juniper Street）一家夜总会的化装舞会，唱了两首歌，给观众留下了深刻的印象，因此在巴尔的摩的林肯剧院获得了工作。据她自己回忆，她每周能赚10美元，但她的经理骗走了观众给她的小费。

## 职业生涯

### 唱歌
沃特斯曾进行歌舞杂耍表演，但工作特别辛苦，用她的话说是“从九点开始干到昏迷不醒”。不久后，她南下前往亚特兰大，在那里和贝西·史密斯在同一个俱乐部工作。1919年左右，沃特斯搬到哈莱姆，参与哈莱姆文艺复兴。
她在哈莱姆区的第一份工作来自一家专门从事流行民谣表演的俱乐部（Edmond's Cellar），俱乐部由黑人赞助。此时，她已经是比较有名的艺人，1921年成为第五位为小型唱片公司Cardinal Records录制唱片的黑人女性。1921年到1923年，她为黑天鹅唱片工作，是当时收入最高的黑人唱片艺术家。在黑天鹅唱片时，弗莱彻·亨德森为她伴奏。沃特斯对亨德森不太满意，说他喜欢以更古典的风格演奏，常常缺乏低音。

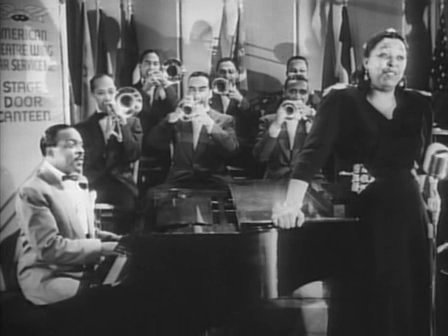
沃特斯与贝西伯爵，《台口餐厅》（1943年）

她也曾加入基思杂耍巡回演出（Keith Vaudeville Circuit），为白人观众表演，报酬也很丰厚。

### 戏剧、电影和电视
除去演唱外，她还出演过一些戏剧、电影和电视作品，如音乐剧《千万欢呼》（As Thousands Cheer）、电影《月宫宝盒》，并凭借《月宫宝盒》赢得奥斯卡金提名。之后，又凭借《碧姬》赢得奥斯卡提名。
1939年，沃特斯成为第一位主持电视节目的非裔美国人。专门为她制作的《埃塞尔·沃特斯秀》（Ethel Waters Show）于1939年6月14日在NBC播出。

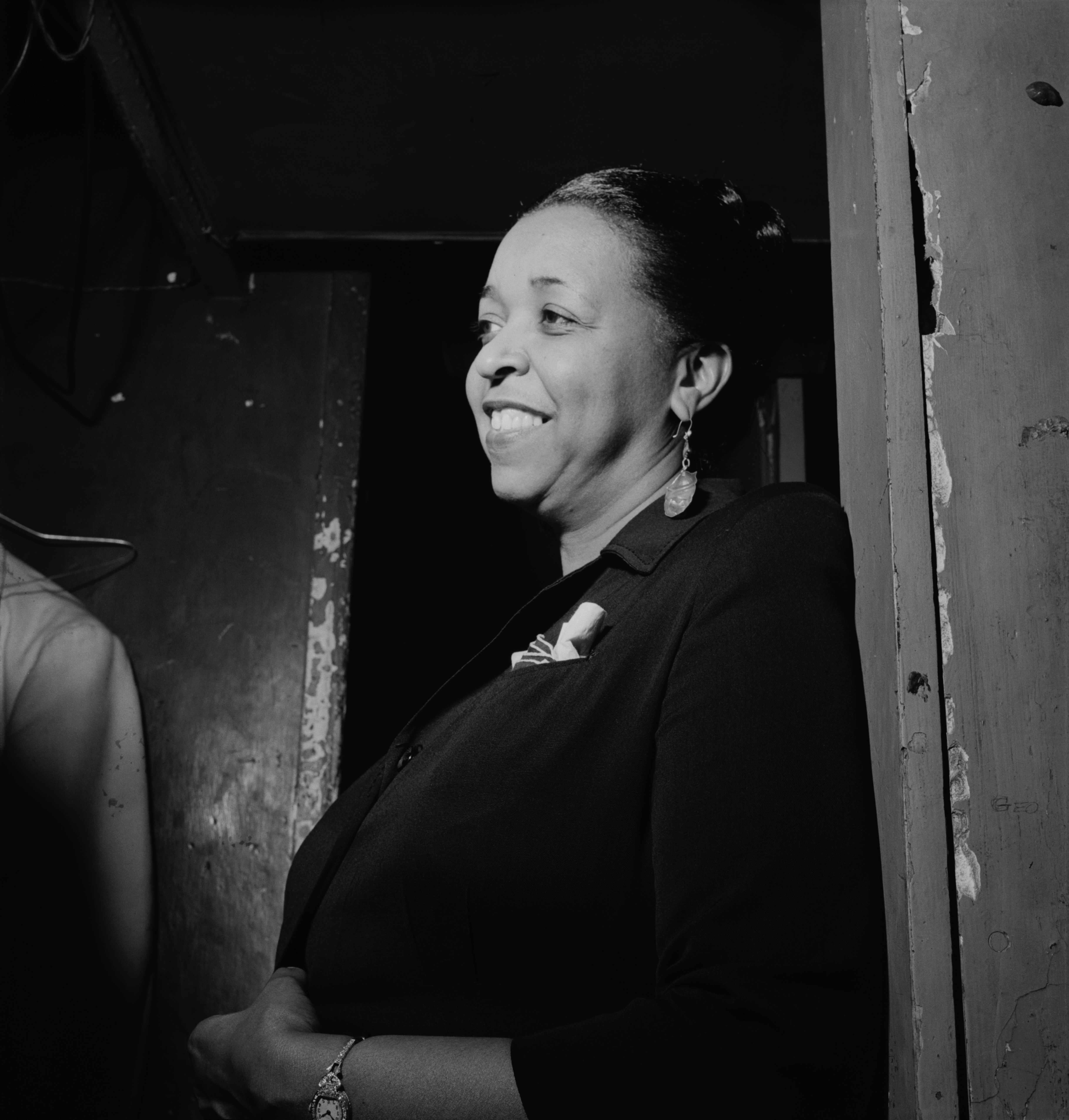
约1945年摄

1950年，她又成为第一个担任电视剧主演的黑人，出演《Beulah》，但1951年退出，称该剧对黑人的描绘“有辱人格”（degrading）。

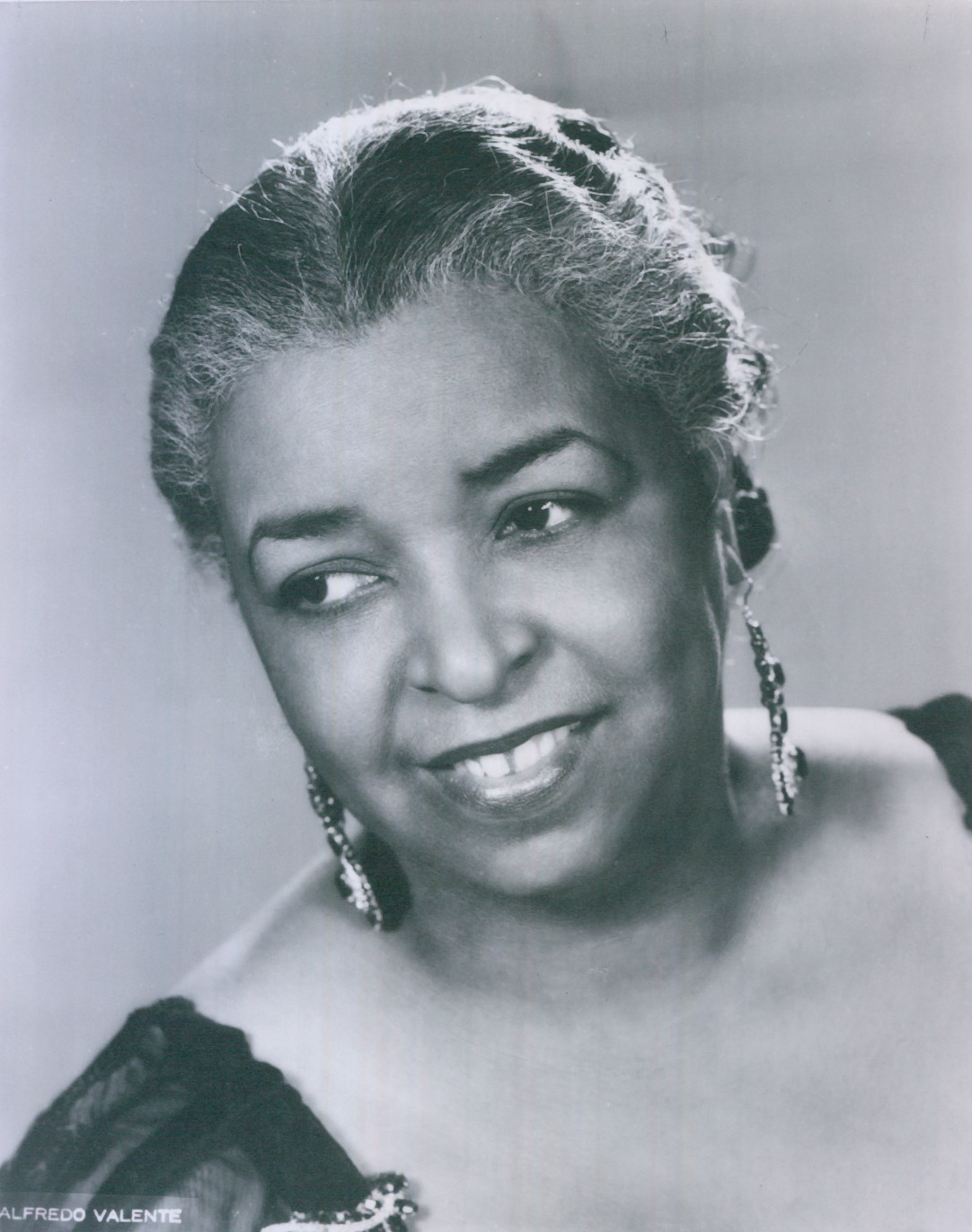
1957年摄

## 晚年
她是一名天主教徒。晚年，沃特斯经常与传教士葛培理一起四处布道。
1977年9月1日，沃特斯因子宫癌、肾衰竭等疾病在加利福尼亚州查茨沃斯去世，享年80岁，葬在格伦代尔的林茵纪念公园。